# 高昌國
42°51′10″N 89°31′36″E / 42.85278°N 89.52667°E
高昌（Qocho），位于今日的新疆吐鲁番市，是古时西域交通枢纽。公元5世纪中叶至7世纪中叶，在这个狭窄的吐鲁番盆地中，最早隸屬於车师，漢王朝也在此建立屯田，建立西域都护府管辖，至公元五世纪开始出現多個獨立王國，分别是匈奴人建立的高昌北凉，漢族人建立的阚氏高昌、张氏高昌、马氏高昌及麴氏高昌。唐貞觀二年（628年），高僧玄奘曾途经高昌。贞观十三年（640年），设高昌县。到840年漠北回鶻國崩，一部份回鶻人佔據高昌國，建立高昌回鶻。最終被併入察合台汗國。
元代文献根据维吾尔语Qara-hoja (قاراهوجئا) 称高昌为火州、合拉火者、哈拉霍州、合拉和州、哈拉火州。明代文献称高昌为“哈拉和卓”、霍州。
高昌历史文献有二十四史南北朝各書的高昌傳，但記述疏略，如出一轍。《新唐书·高昌傳》、《元史·地理志》有比較詳細的記載。另外羅振玉于1933年在遼東出版的《遼居雜著乙编》中有《增訂高昌麴氏年表》及《高昌專錄》各一卷，以考古實物補訂史書頗詳。考古学家，西北史地学家黄文弼亦有關高昌論著《高昌陶集》（1934）、《高昌專集》（1951增订）、《羅布淖尔考古記》（1948）、《吐鲁番考古記》（1954、1958）、《塔里木盆地考古記》（1958）、《新疆考古發掘报告》（1983）、《西北史地論叢》（1981）等。

## 歷史

### 漢代到晋代
高昌最早隸屬於車師，西汉宣帝时，派士卒携家属往车师前部屯田，且耕且守，佔領了一部份土地。元帝时，在其地建筑军事壁垒，“地势高敞，人庶昌盛”，称为高昌壁，又称高昌垒（也有人认为高昌地势不高，而是高车的讹传）。同时，设戊己校尉，治于高昌，主管屯田和军事。东汉、魏晋沿袭其制。这一时期，高昌壁隶属凉州敦煌郡。
西晋至十六国初期，高昌社会经济发展，开始具备置郡的条件。前凉建兴十五年（327年）戊己校尉赵贞谋叛，张骏击擒之，在其地置高昌郡及高昌、田地等县。十六国时期，此郡先后隶属前凉、前秦、后凉、西凉、北凉五国。

### 獨立王國時期
在北涼時，獲得柔然支持的當地漢人望族闞爽，自立為高昌太守，高昌首次成為獨立王國。魏太武帝太延中（435年 - 440年），太武帝遣散騎侍郎王恩生至高昌郡，被柔然捕拿。
太平真君中（440年 - 451年），闞爽被沮渠無諱襲擊，沮渠無諱奪得高昌郡，在此建立獨立王國，稱北涼高昌。沮渠無諱死后，弟沮渠安周立。
和平元年（460年）、高昌郡被柔然併合，柔然立闞伯周为高昌王，高昌国成立。
太和（477年 - 499年）初，闞伯周死去，子闞義成立。1年后闞義成被从兄闞首归被殺，闞首归自立为高昌王。
太和5年（481年），高車王阿伏至羅殺死闞首归兄弟，立敦煌人張孟明为高昌王。後張孟明被国人所殺，馬儒被立为高昌王，鞏顧礼，麴嘉为左右長史。
太和21年（497年），馬儒遣司馬王體玄到北魏奉表朝貢，请求举国内徙。魏孝文帝（在位：471年 - 499年）接納，派明威将軍韓安保率千余騎赴高昌。至羊榛水，馬儒派麴嘉，鞏顧礼率步騎1500出迎韓安保。韓安保到达距高昌400里之地，鞏顧礼回到高昌，韓安保回到伊吾。韓安保送韓興安等12人使者到高昌，馬儒派鞏顧礼和世子馬義舒迎韓安保的使者。高昌旧人留恋故土，不願東遷，馬儒被麴嘉殺死。

### 麴氏高昌
麴嘉即位高昌王，从服柔然可汗那蓋（在位：492年 - 506年）。鞏顧礼、鞏義舒随从韓安保至洛陽。
柔然始平3年（508年）、柔然可汗伏图（在位：506年 - 508年）被高車王弥俄突殺害，麴嘉臣服高車。嚈噠攻撃焉耆，焉耆国王位不在，麴嘉派遣第二子为焉耆王，統治焉耆国。
永平元年（508年），麴嘉派兄子左衛将軍、田地太守麴孝亮到京師（洛陽）参朝，求内徙。北魏命龍驤将軍孟威率领涼州兵3千人出迎。麴嘉之後遣使何度献上珠像、白黒貂裘、名馬、鹽枕。
永平3年（510年），麴嘉遣使到北魏朝貢，魏宣武帝遣孟威慰劳。
延昌中（512年 - 515年），麴嘉被北魏加官持節、平西将軍、瓜州刺史，封泰臨县開国伯。
熙平（516年 - 518年）初，遣使朝献。神龟元年（518年）冬，麴孝亮请求内徙，没有得到朝廷許可。
正光元年（520年），魏孝明帝（在位：515年 - 528年）遣假員外将軍趙義册封麴嘉。麴嘉朝貢不絶，遣使奉表，求五经、諸史。国子助教劉燮为博士，孝明帝許可。
麴嘉死后，孝明帝贈其为鎮西将軍、涼州刺史。子麴堅立，关中乱起，使命途絶。
普泰初（531年），麴堅遣使朝貢，北魏命他为平西将軍、瓜州刺史、泰臨县伯，加衛将軍。
永熙中（532年 - 534年）至，特除儀同三司、進郡公，後遂隔絶。
西魏大統14年（548年），西魏文帝（在位：535年 – 551年）詔命麴堅的世子麴玄喜为高昌王。西魏恭帝二年（555年）、田地公麴寳茂被封为高昌王。
北周武成元年（559年），王遣使献上方物。保定（561年 - 565年）初，遣使来貢。

### 隋代
- 隋开皇中突厥汗国曾攻陷高昌城。大业五年（609年）遣使朝贡，并出兵协助隋朝攻打高句丽。

### 唐代
- 唐太宗貞觀初（626年），高昌王麴文泰来朝。后来，麴文泰与西突厥结盟，唐太宗派遣侯君集、薛万均、契苾何力等大将征讨。贞观十四年（640年），高昌为唐所吞并，置高昌县。

## 高昌君主列表
高昌君主世系一向有爭論
- 闞氏高昌
  - 闞伯周（460年—約477年在位）
  - 伯周子闞義成（約477年—約478年在位）
  - 義成兄闞首歸（約478年—約488年或491年在位）
- 張氏高昌
  - 張孟明（約488年或491年—約496年在位）
- 馬氏高昌
  - 馬儒（約496年—在位—約501年在位）
- 麴氏高昌

|   | 諡號       | 君主姓名       | 在位時間     | 在位年數 | 年號                              | 身份及註解                                                                     |
| - | ---------- | -------------- | ------------ | -------- | --------------------------------- | ------------------------------------------------------------------------------ |
| 1 | 高昌昭武王 | 麴嘉           | 502年－525年 | 24年     | 承平 502年—509年 义熙 510年—525年 | 王莽时期西迁的汉人后代。見《梁書》、《魏書》列傳                               |
| 2 | 高昌王     | 麴光           | 526年－530年 | 5年      | 甘露 526年—530年                  | 麴嘉子。見《魏書》、《北史》帝紀                                               |
| 3 | 高昌王     | 麴子堅         | 531年－548年 | 18年     | 章和 531年—548年                  | 麴嘉子、麴光弟。見《魏書》、《周書》、《隋書》、《北史》本帝、列傳             |
| 4 | 高昌王     | 麴玄喜         | 549年－550年 | 2年      | 永平 549年—550年                  | 麴子堅子。見《周書》、《北史》列傳                                             |
| 5 | 高昌王     | 麴某（名不詳） | 551年－554年 | 4年      | 和平 551年—554年                  | 王素謂麴玄喜子                                                                 |
| 6 | 高昌王     | 麴寶茂         | 555年－560年 | 6年      | 建昌 555年—560年                  | 王素謂高昌和平王子，李淑等謂麴嘉之子。見《周書》、《北史》列傳及吐魯番出土文物 |
| 7 | 高昌王     | 麴固           | 561年－601年 | 41年     | 延昌 561年—601年                  | 麴寶茂子。史書不見，僅見於吐魯番出土文物                                       |
| 8 | 高昌王     | 麴伯雅         | 602年－613年 | 10年     | 延和 602年—613年                  | 麴乾固子。見《隋書》、新舊《唐書》列傳                                           |
|   | 高昌王     | 麴某           | 614年－620年 | 7年      | 义和 614年—620年                  | 蓋宗室，发动政变登位                                                           |
| 8 | 高昌獻文王 | 麴伯雅         | 620年－623年 | 4年      | 重光 620年—623年                  | 麴乾固子，620年二月复辟。見《隋書》、新舊《唐書》列傳、《通鑑》卷190             |
| 9 | 高昌光武王 | 麴文泰         | 624年－640年 | 17年     | 延寿 624年—640年                  | 麴伯雅子。見新舊《唐書》列傳                                                   |
|   | 高昌王     | 麴智盛         | －           | －       | －                                | 麴文泰子。640年八月即位，同月唐朝滅麴氏高昌。                                  |

## 风土人文
高昌居民以汉族（主要为汉魏晉屯戍军民的后裔和逃避战争的内地移民）为主，少数西域民族（主要为昭武九姓的粟特人和其他西域国家的侨民）为辅。因而高昌国建制，如官制、兵制、赋役制、士族制等，大抵脱胎汉晋之中原文化和制度，又自具特色。汉族传统文化在高昌一直占主導地位。俗奉天神，兼信佛法。十六国时期，祆教已在高昌流行，但佛教在高昌一直受到尊崇。道教也有一定的影响。此外，高昌亦曾流行景教和摩尼教，這兩教的寺院遺址於20世紀初被德國吐魯番考察隊發現。
高昌气候温暖，宜蚕，谷麦再熟。著名土产有赤盐、白盐、葡萄、冻酒、刺蜜、白面、叠布（棉布）及丝织品等多种。其地处天山南北孔道，丝绸之路北路冲要，政治稳定，物产丰富，文化发达，中西使节、商客和僧侣过往频繁，成为汉唐间中西政治、经济、文化交流的重要枢纽。15世纪初，已风物萧条，僧寺零落。

## 图片
高昌遗址：

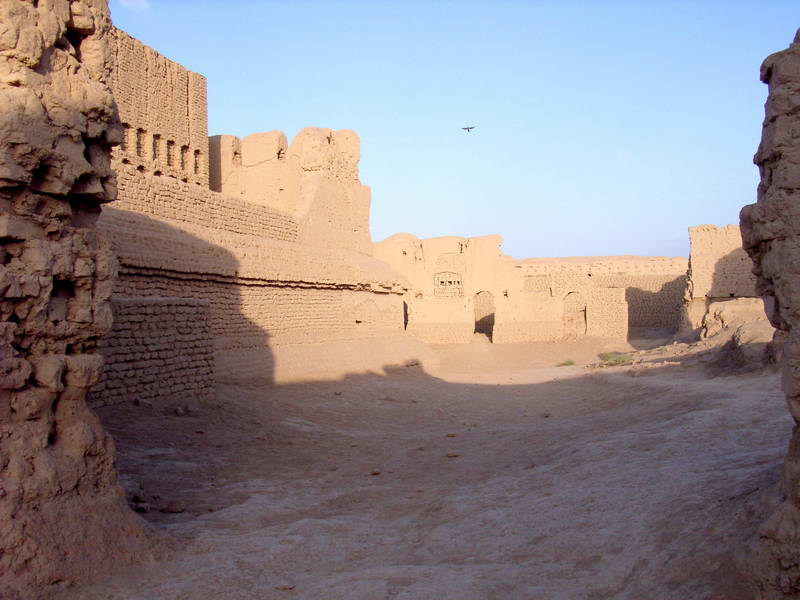
高昌故城
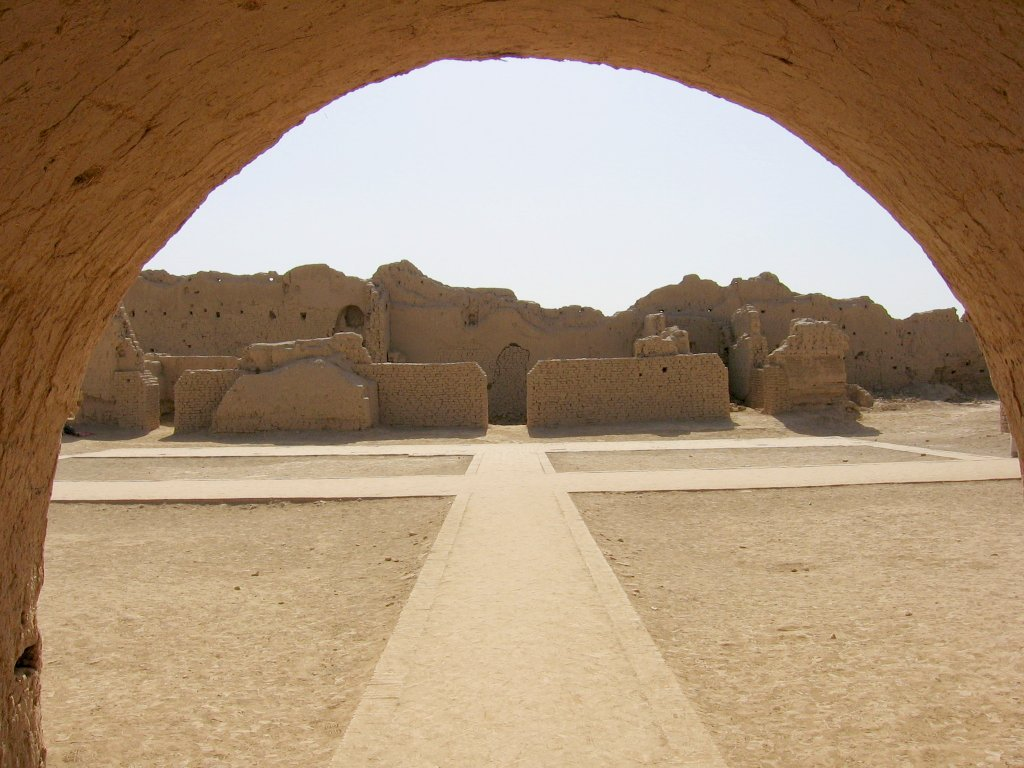
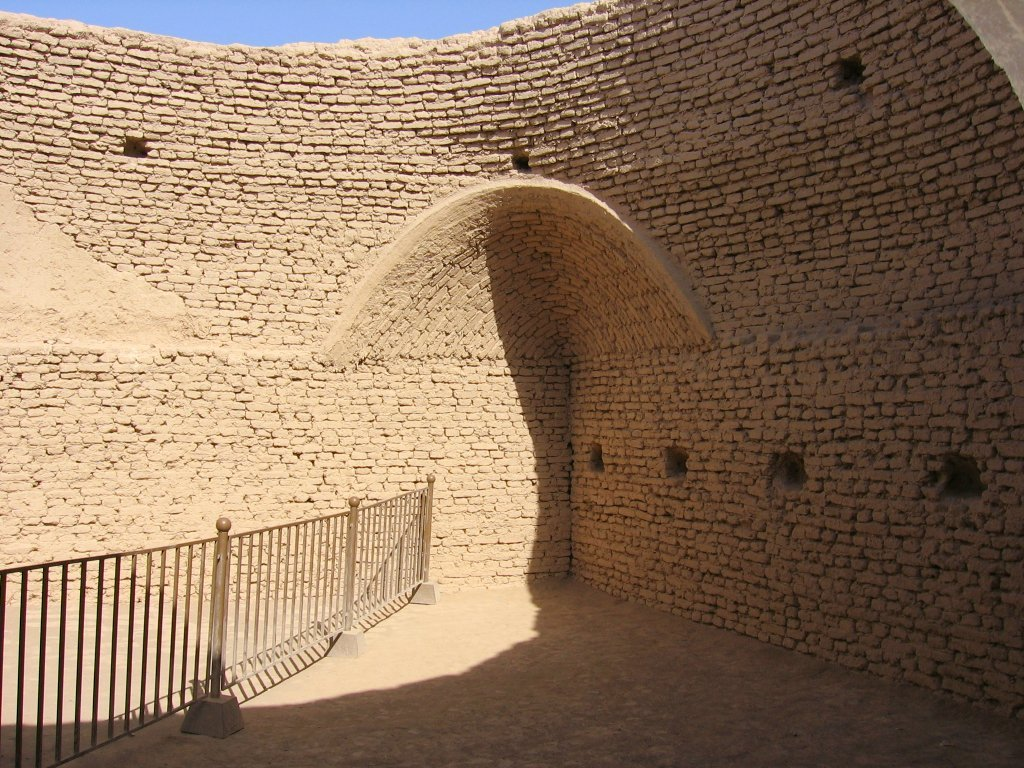
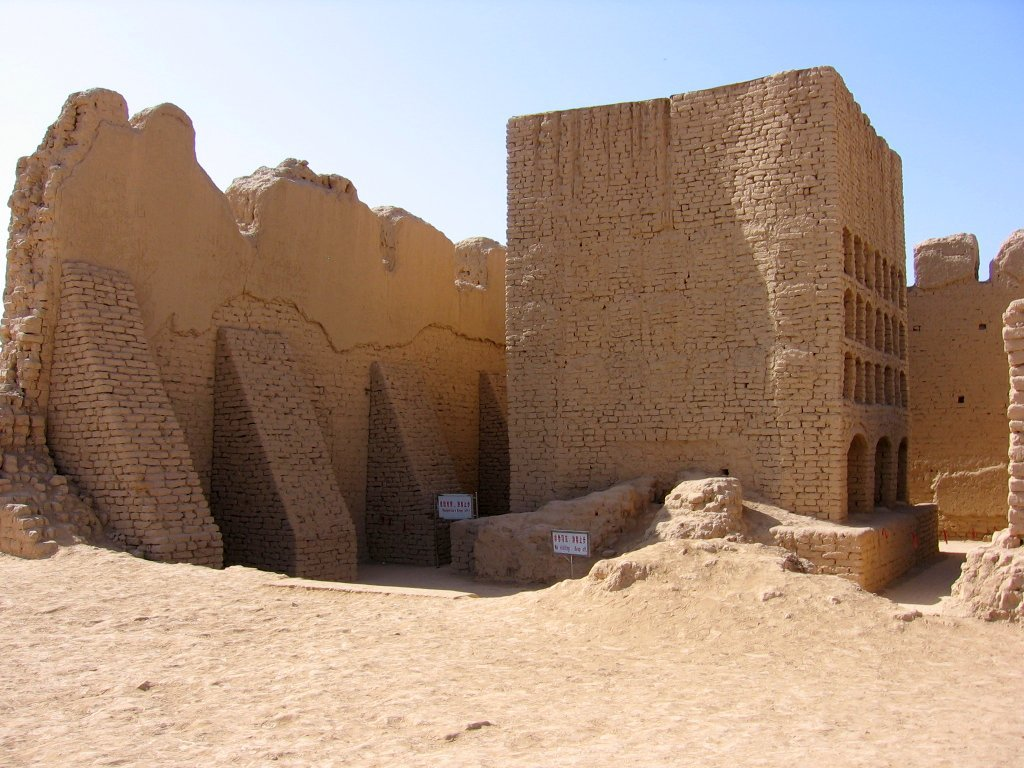
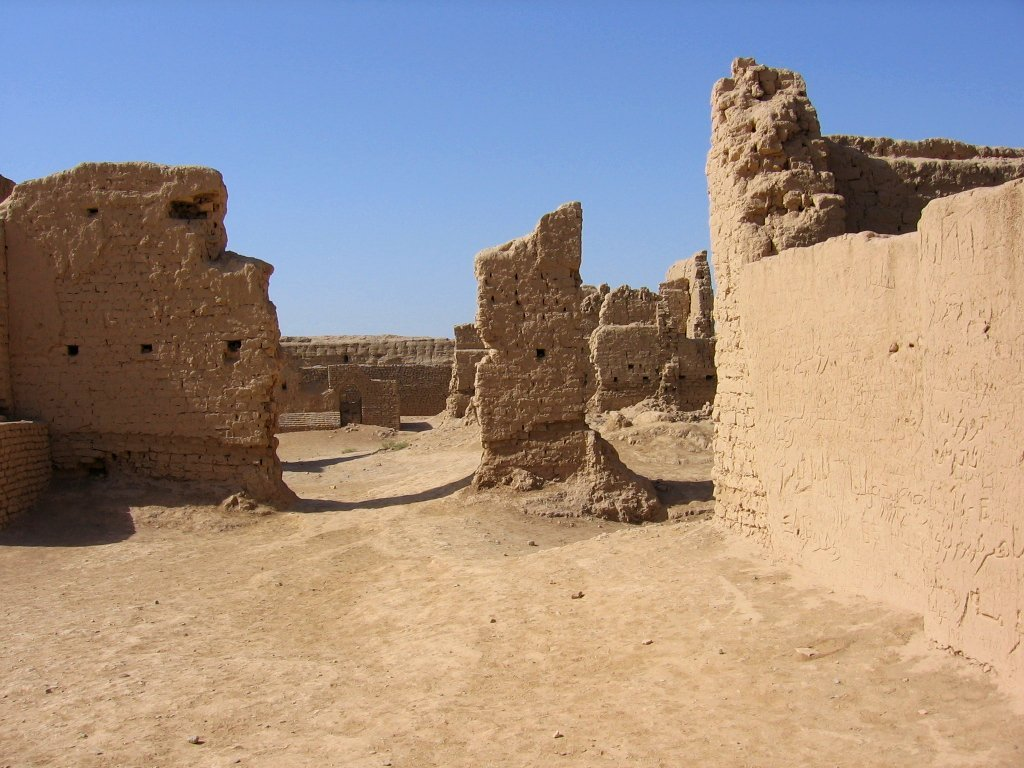

历史地图：

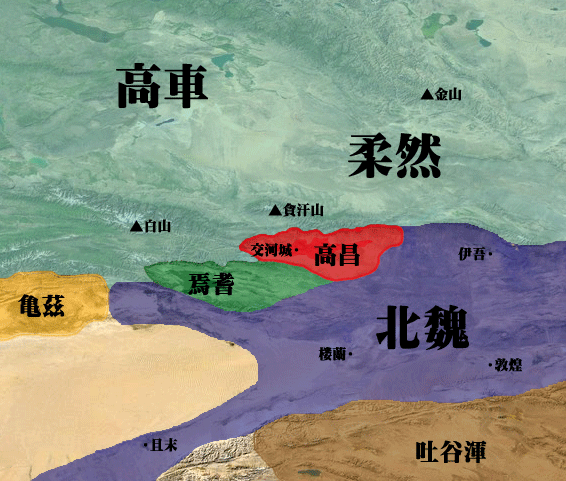
北魏時代的高昌与周边国家
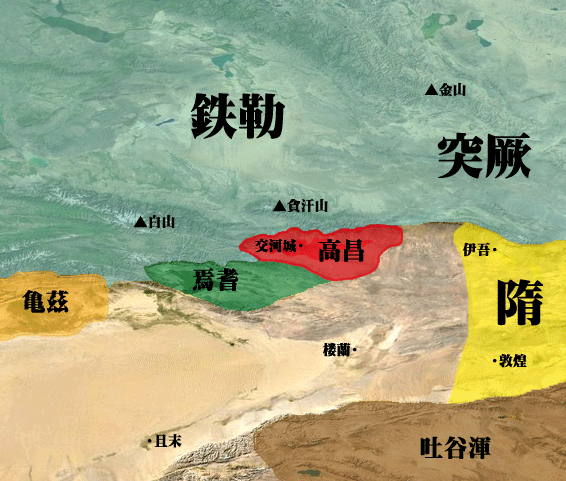
隋朝时期的高昌与周边国家
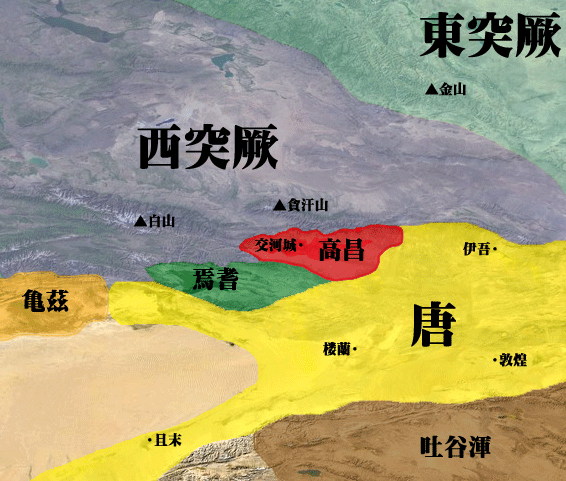
唐朝时期的高昌与周边国家

## 研究書目
- Monique Maillard著，耿昇譯：《古代高昌王國物質文明史》（北京：中華書局，1995）。
- 池田温：〈高昌三碑略考 （页面存档备份，存于）〉。

## 延伸阅读
[在维基数据编辑]
 《欽定古今圖書集成·方輿彙編·邊裔典·火州部》，出自陈梦雷《古今圖書集成》
 《梁書/卷54》，出自姚思廉《梁書》
 《魏書·卷101》，出自魏收《魏书》
 《周書·卷50》，出自令狐德棻《周書》
 《南史·卷79》，出自李延壽《南史》
 《北史·卷097》，出自李延壽《北史》
 《隋書·卷83》，出自魏徵《隋书》
 《舊唐書·卷198》，出自刘昫《舊唐書》
 《新唐書·卷221上》，出自《新唐書》
 《宋史·卷490》，出自脱脱《宋史》
 《明史卷三百二十九》，出自《明史》